# رومان فابر
رومان فابر (بالبولندية: Roman Faber)‏ هو لاعب كرة قدم بولندي في مركز الوسط، ولد في 16 ديسمبر 1955 في بولندا. شارك مع منتخب بولندا لكرة القدم. أما مع النوادي، فقد لعب مع شلوسك فروتسلاو.